# Letters from Hawaii
Lettres de Hawaii est une collection de 25 lettres que Mark Twain a écrites de Hawaï en 1866  comme correspondant pour le  journal Sacramento Union. Les 25 lettres, écrites au cours d'une visite de quatre mois, n'ont été publiées comme un livre qu'en 1947.
Pendant ses quatre mois et un jour de séjour dans l'archipel d'Hawaï, qui s'appelait alors les îles Sandwich, Twain a visité les îles d'Oahu, Maui, et Hawaï.

## Oahu
Mark Twain arrive dans l'île d'Oahu , sous le règne de Kamehameha IV et écrit des lettres 1-17. Il a grimpé sur Diamond Head, a visité le nouveau Royaume de Hawaï législature, etc.

## Maui
Mark Twain a visité Haleakala, Maui, mais n'a laissé aucune lettre sur son itinéraire, à l'exception de quelques statistiques de la production de sucre dans l'île de Maui (lettre 23).

## Hawaï
Dans les lettres de 18 à 25 ans, Mark Twain écrit à propos de sa visite à Kailua-Kona, la baie de Kealakekua, et le Kīlauea.